# Kitovi zubani
Kitovi zubani (lat. Odontoceti) su jedan od dva podreda kitova (Cetacea). Suprotno od kitova usana oni imaju zube u čeljustima. Oni su svi mesožderi koji se hrane pretežno ribama i glavonošcima, a u nekim slučajevima love i morske sisavce.

## Anatomija
Većina kitova zubana su puno manji od kitova usana. Samo jedna porodica iz ove grupe, ulješura se ubraja u velike kitove. Osim veličinom, od kitova usana se razlikuju i po tome, što imaju samo jedan nosni otvor a ne dva, kao usani. 
Različite vrste ovih kitova imaju i sasvim različito izražene zube. Mnogi zubani imaju veliki broj zubi,  sve do stotinjak kod nekih vrsta dupina, dok narval ima jedan vrlo dugačak zub, kao kljovu. I mužjaci gotovo bezubih kljunastih kitova imaju bizarno oblikovane zube. 

## Ponašanje

### Kretanje
Većina kitova zubana su vrlo brzi plivači. Neke male vrste ponekad jašu na valovima, recimo, na valovima koje za sobom ostavljaju brodovi. Posebno često se tako viđa dupine, koji su uz to poznati i po svojim akrobatskim skokovima.

### Glasanje
Kod zubana glasanje ima vrlo važnu ulogu. Pored brojnih zviždukavih glasova pomoću kojih međusobno komuniciraju, oni se koriste i ultrazvukom za eholociranje, poput radara. Ovo im je osjetilo izuzetno važno u lovu.

### Socijalno ponašanje
Kitovi zubani žive u grupama od nekoliko pa do petnaestak jedinki. Ove tzv. "škole" se mogu povremeno okupiti u grupe velike i do tisuću jedinki. Ovi su kitovi sposobni za vrlo kompleksno ponašanje kao što je, recimo, međusobna suradnja u lovu na jata riba. U zatočeništvu, neke vrste pokazuju iznimno veliku sposobnost učenja, zbog čega ih zoolozi svrstavaju među najinteligentnije životinje uopće.   

## Taksonomija
Kitove zubane se dijeli na devet porodica:
- Ulješure (Physeteridae)
- Kljunasti kitovi (Ziphiidae)
- Indijski riječni dupini (Platanistidae)
- Kineski jezerski dupini (Lipotidae)
- Laplatanski riječni dupini (Pontoporiidae)
- Boto (Iniidae)
- Bijeli kitovi (Monodontidae)
- Pliskavice (Phocoenidae)
- Oceanski dupini (Delphinidae)

Postoje mnoge naznake, da se neke od ovih porodica svrstaju u nadporodice. No, prilično sigurno je samo, da su 
porodice oceanskih dupina, pliskavica i bijelih kitova međusobno srodne. Njih se ponekad obuhvaća zajedno u grupu Delphinidae. Suprotno tome, pokušaji da se Indijski, Kineski (koji se često naziva još i Baiji), Laplatanski, i Boto (koji se često naziva još i amazonskim dupinom) dupini svrstaju zajedno u grupu riječnih dupina nisu održivi. Ovim vrstama je zajedničko samo to što žive u slatkim vodotocima, no sasvim sigurno su se razvili neovisno jedni od drugih. Ulješure i kljunasti kitovi su vjerojatno prvobitne porodice kitova zubana, i nemaju bližih srodničkih veza s nijednom drugom porodicom. 

## Ljudski utjecaj
Ulješure su dugo bile izlovljavane za potrebe industrije. Dok se neke manje vrste još uvijek izlovljavaju, većina vrsta su ugrožene prije svega jalovim ulovom. Kod lova na tune se u mrežama utapaju tisuće oceanskih dupina, postajući tako jalovi ulov. Ne koristi nikom, a silno šteti vrstama koje pri tome stradavaju. 